# هيروشي يوشينو
هيروشي يوشينو (باليابانية: 吉野弘؛ بالكانا: よしの ひろし) هو كاتب وشاعر ياباني، ولد في 1926 في ساكاتا في اليابان، وتوفي في 15 يناير 2014 في فوجي في اليابان بسبب ذات الرئة.